# Betpouey-Barèges
Pour les articles homonymes, voir Betpouey et Barèges (homonymie).
Ancienne commune des Hautes-Pyrénées, la commune de Betpouey-Barèges a été supprimée en 1946 et séparée en deux nouvelles communes indépendantes, Betpouey et Barèges.